# Chrysotus convergens
Chrysotus convergens är en tvåvingeart som beskrevs av Van Duzee 1924. Chrysotus convergens ingår i släktet Chrysotus och familjen styltflugor. Inga underarter finns listade i Catalogue of Life.